# سفیر (خودرو)
سفیر یک خودروی نظامی چندمنظوره ۴×۴ ساخت ایران است. این خودرو ساخت صنایع خودرویی فتح است.
از این خودرو در سال ۲۰۰۸ میلادی (١٣٨٧ شمسی) به‌طور رسمی رونمایی شد. وزیر دفاع ایران در مراسم رونمایی خودروی سفیر گفت که طی امسال ۳۰۰۰ دستگاه از این خودرو ساخته شده‌است و صنایع فتح هر سال ۵۰۰۰ دستگاه دیگر از این خودرو را تحویل خواهد داد.

## ویژگی ها و مشخصات
این خودرو از نظر ویژگی‌های فنی شباهت زیادی به خودروهای جیپ دارد و از نظر عملکردی همانند آن‌ها عمل می‌کند. قطعات خودروی سفیر کاملا در کشور تولید می‌شود و در مقایسه با خودروهای مشابه در دنیا، به علت برخورداری از موتور پرتوان، سیستم انتقال قدرت بسیار توانمند، شاسی فولادی و بدنه‌ای مستحکم، از برترین این خودروها محسوب می‌شود. سفیر با وزنی در حدود ۱/۶۲ تن بدون تجهیزات نصب شده و ۲/۳۵ تن با ظرفیت کامل تجهیزات نصب شده است. طول آن در حدود ۳/۷۲۶ متر، عرض ۱/۶۹ متر، ارتفاع ۱/۸۸ متر و قابلیت حمل ۱ نفر خدمه و ۵ نفر مسافر طراحی و ساخته شده است.
سلاح‌هایی مانند راکت انداز فجر، یک عراده توپ ام۴۰ و یا یک عراده پرتابگر ضد تانک طوفان قابلیت نصب بر روی این خودرو را دارند. موتور آن از همان تکنولوژی موتور نیسان زد ۲۴ بهره می‌برد که با مصرف سوخت گازوئیل در حدود ۱۰۵ اسب‌بخار قدرت تولید می‌کند. سیستم تعلیق آن Coil spring است که همان سیستم تعلیق با کمک فنرهای بسیار قوی و با قابلیت ارتجاع بالاست. همچنین، «سفیر» با سرعت ۱۳۰ کیلومتر بر ساعت برد عملیاتی در حدود ۵۰۰ کیلومتر دارد.
این خودرو به صورت تاکتیکی طراحی شده است؛ به گونه‌ای که با اندک تغییراتی در ظاهر خودرو، امکان نصب و استفاده از انواع سلاح از جمله موشک انداز ۱۰۶ میلی متری، موشک انداز تاو، راکت انداز ۱۰۷ میلی متری، موشک انداز مالیوتکا و نارنجک انداز GMG فراهم می‌شود. همچنین با نصب تجهیزات مختصری روی خودروی سفیر، این خودرو به صورت خودروی فرماندهی، آتلیه مخابراتی و آمبولانس، در میدان‌های رزم و عملیاتی قابل استفاده است. از دیگر مزایای این خودرو می‌توان به استهلاک کم قطعات، مصرف کم سوخت، توان بالای موتور، تطبیق با شرایط مختلف جغرافیایی ایران، سیستم تعلیق عالی متناسب با ماموریت نظامی و داشتن اکسل‌های پرقدرت از ویژگی‌های این خودرو است.

## کاربران
- ارتش سودان: سودان خط تولید سفیر را با نام KARABA VTG01 در کشور خود افتتاح کرده است و زیر نظر وزارت دفاع جمهوری اسلامی ایران به تولید سفیر می‌پردازد.
- ارتش سوریه
- نیروی ضربتی آفریقای مرکزی

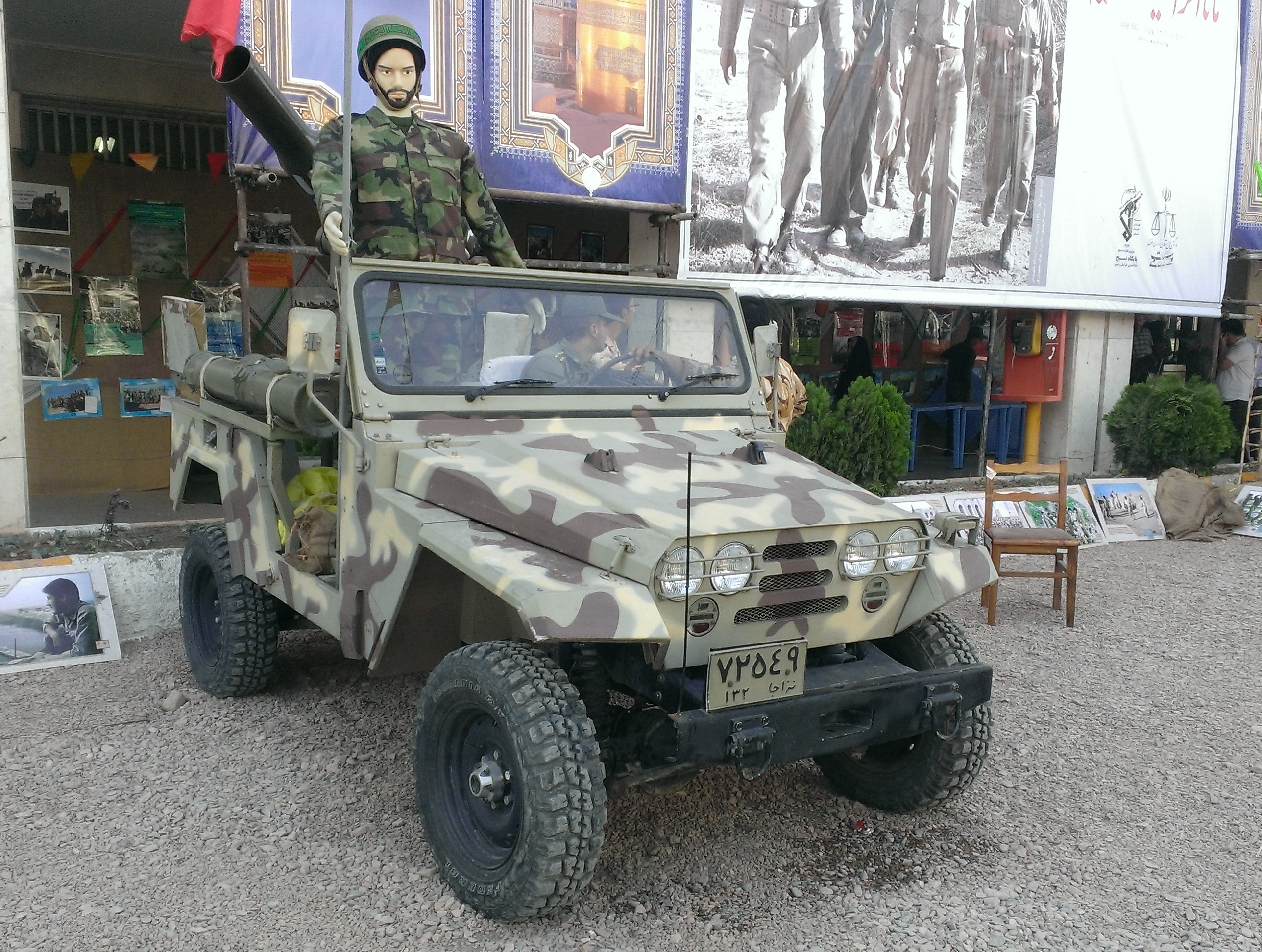
خودروی تاکتیکی سفیر

- حزب الله لبنان
- حشد شعبی عراق[۴]

## نگارخانه

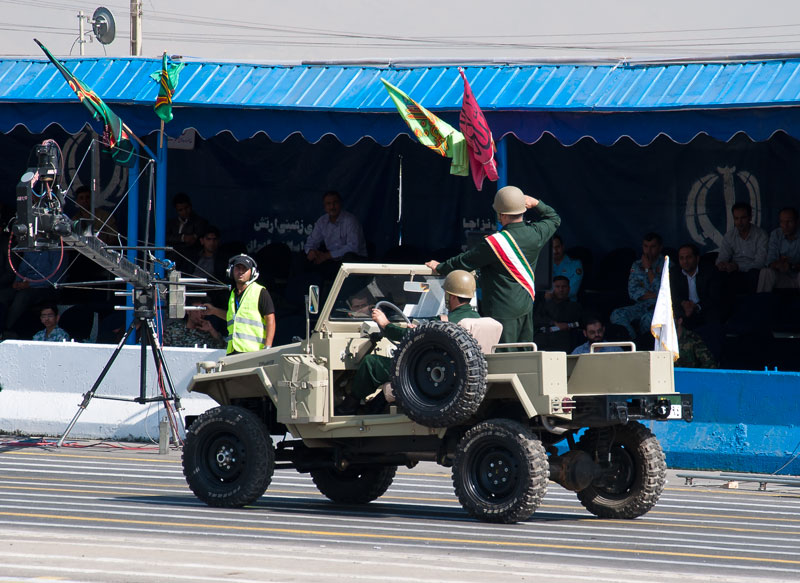
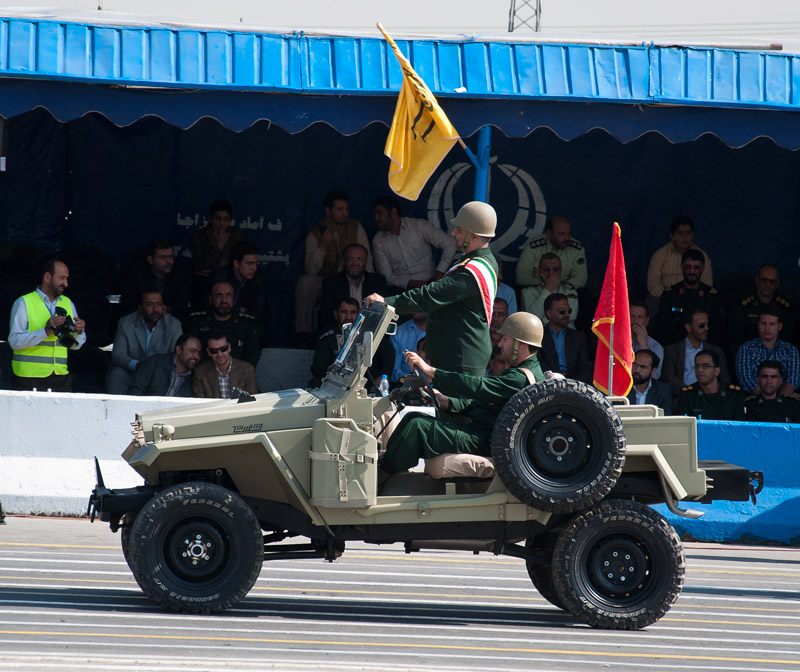
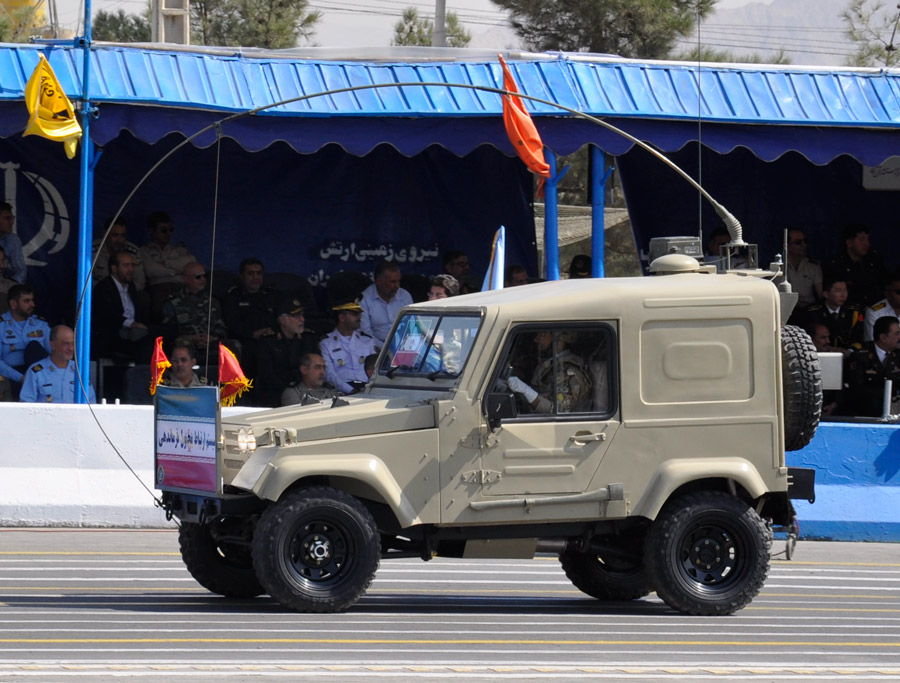
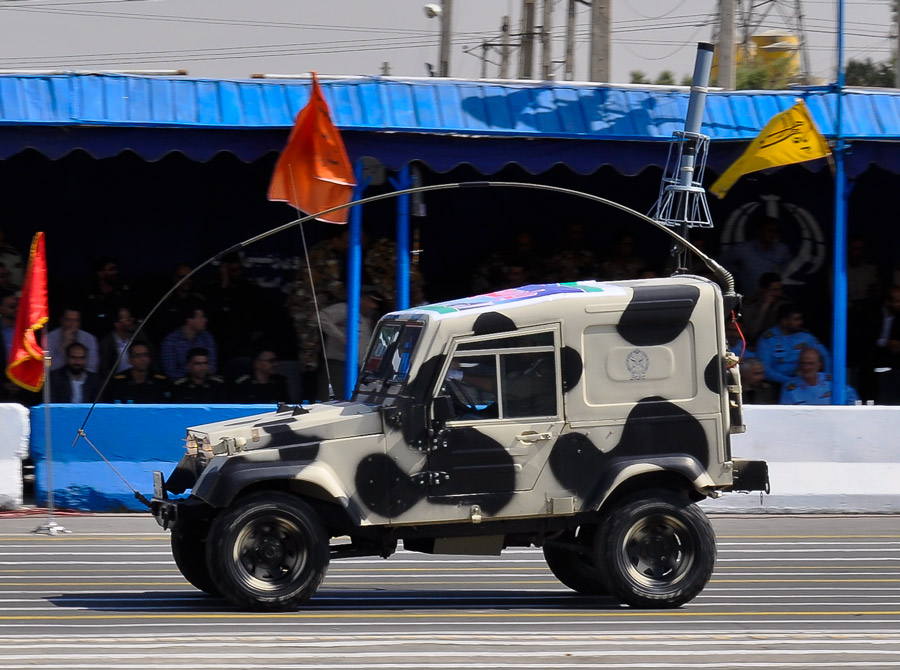
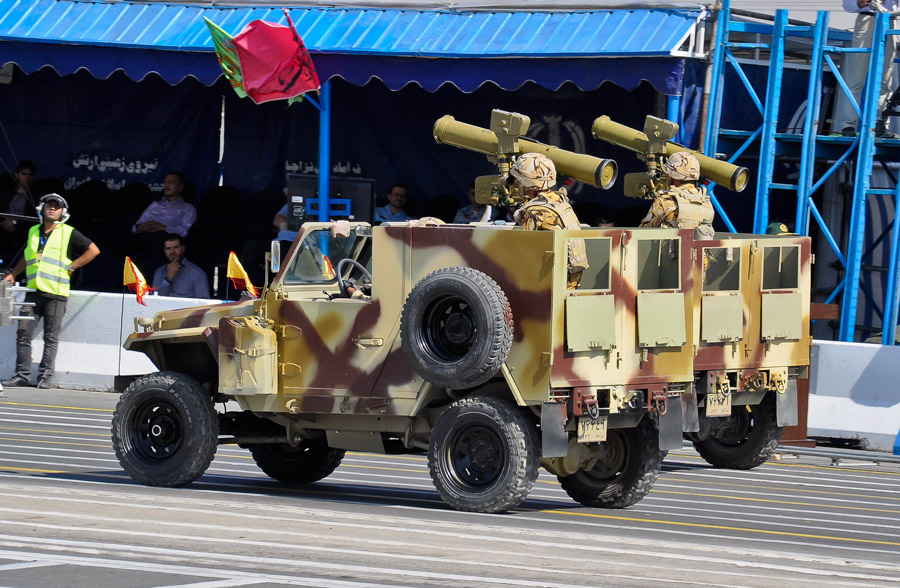
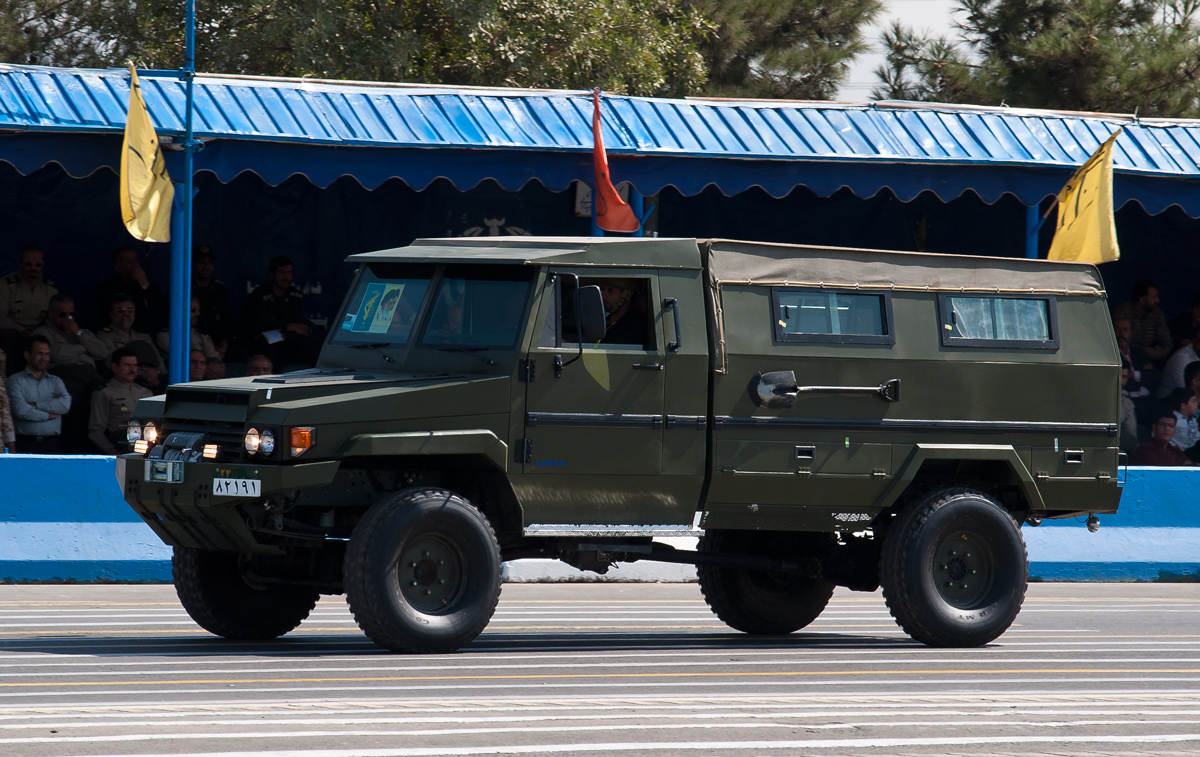